# Crataegus pomasae
Crataegus pomasae är en rosväxtart som beskrevs av Lév.. Crataegus pomasae ingår i Hagtornssläktet som ingår i familjen rosväxter. Inga underarter finns listade i Catalogue of Life.